# Taenaris wollastoni
Taenaris wollastoni är en fjärilsart som beskrevs av Rothschild 1915. Taenaris wollastoni ingår i släktet Taenaris och familjen praktfjärilar. Inga underarter finns listade i Catalogue of Life.